# Gendarmerie crétoise
 (décembre 2023).
Si vous disposez d'ouvrages ou d'articles de référence ou si vous connaissez des sites web de qualité traitant du thème abordé ici, merci de compléter l'article en donnant les références utiles à sa vérifiabilité et en les liant à la section « Notes et références ».
La gendarmerie crétoise était une force de gendarmerie créée en Crète pendant la période d'autonomie de l'île (1898-1913).
Fondée dans le but de ramener la stabilité en Crète après la révolte de 1897-1898, la gendarmerie crétoise voit son existence maintenue après la réunion de l'île au royaume de Grèce. Elle joue ainsi un rôle important durant les guerres balkaniques, la Première et la Seconde Guerre mondiale puis la guerre civile. La gendarmerie crétoise est finalement dissoute en même temps que la gendarmerie grecque et la police urbaine, en 1984, afin de former la toute nouvelle police grecque.